# Joseph Ignace Guillotin

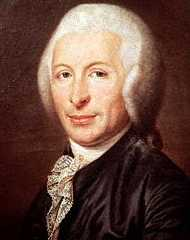
Joseph Ignace Guillotin

Joseph Ignace Guillotin (n. 28 mai 1738, Saintes, Poitou-Charentes, Franța – d. 26 martie 1814, Paris, Île-de-France, Franța) a fost un revoluționar francez, deputat în Assemblée nationale constituante.
Numele său a rămas în istorie prin faptul că a propus ghilotina ca instrument de executarea a condamnaților la moarte prin decapitare.